# Чаплин, Ральф
Ральф Ча́плин (англ. Ralph Chaplin; 1887—1961) — известный деятель рабочего движения в США первой половины XX столетия.

## Биография
Уроженец штата Канзас, Ральф Чаплин родился в 1887 году в городе Эймс. В 1893 году он с семьей переехал в Чикаго. Когда ему было 7 лет, он стал свидетелем того, как застрелили одного из бастующих рабочих во время Пулмановской стачки. Это произвело неизгладимое впечатление на мальчика, и он поставил своей целью в жизни борьбу за права трудящихся, особенно понимая тяжелые условия, в которых им приходилось работать.
Находясь в Мексике, узнал о совершённых диктатурой Диаса массовых расстрелах и присоединился к революции. Поддерживал Эмилиано Сапату.
После возвращения из Мексики, Ральф Чаплин вступил в организацию Индустриальные рабочие мира (Industrial Workers of the World, IWW) — леворадикальный международный профсоюз синдикалистского толка. Там он был одним из самых популярных писателей и поэтов. Он писал стихи (в том числе ставшие словами известного профсоюзного гимна «Solidarity Forever»), песни, книги, рисовал иллюстрации к журналам типа «Solidarity», которые он сам редактировал.

Чёрная кошка — символ анархо-синдикализма

В организации Ральф проработал около 20 лет. Это Чаплин придумал логотип IWW в виде чёрной кошки в боевой позе — символа саботажа. На протяжении первых двух лет он работал в комитете по забастовкам вместе с видной активисткой ирландского происхождения Мэри Джонс, по расследованию кровавых забастовок шахтёров в Западной Вирджинии.
Во время Первой мировой войны, Чаплин участвовал в антивоенной компании, которую возглавлял Френк Литтл. Но в 1917 году его вместе с сотней других активистов арестовали, а в сентябре 1918 года он оказался в числе лидеров IWW, осужденных за препятствование законам Конгресса и президентским прокламациям, касающимся военных программ. В частности, он был осужден по статьям о шпионаже, за подстрекательство к дезертирству и невыполнение военных программ, на 20 лет тюремного заключения и штраф в размере 20 тыс. долларов — по тому времени непомерная сумма.
В 1923 году Чаплина освободили и он смог вернуться к профсоюзной деятельности. Продолжая свою деятельность в IWW, Чаплин работал редактором в газете в течение 4-х лет с 1932 по 1936 год. К тому моменту он был глубоко разочарован последствиями революции 1917 года в России и противодействовал росту влияния компартии в профсоюзной среде США.
В конце своей жизни Ральф Чаплин жил в городке Такома на северо-западе штата Вашингтон. Там он работал редактором местной газеты и был куратором рукописей Вашингтонского Государственного Исторического Общества. В 1948 году опубликовал автобиографию, через 2 года принял католицизм. Умер Ральф Чаплин в 1961 году.